# مهمات فسفر سفید

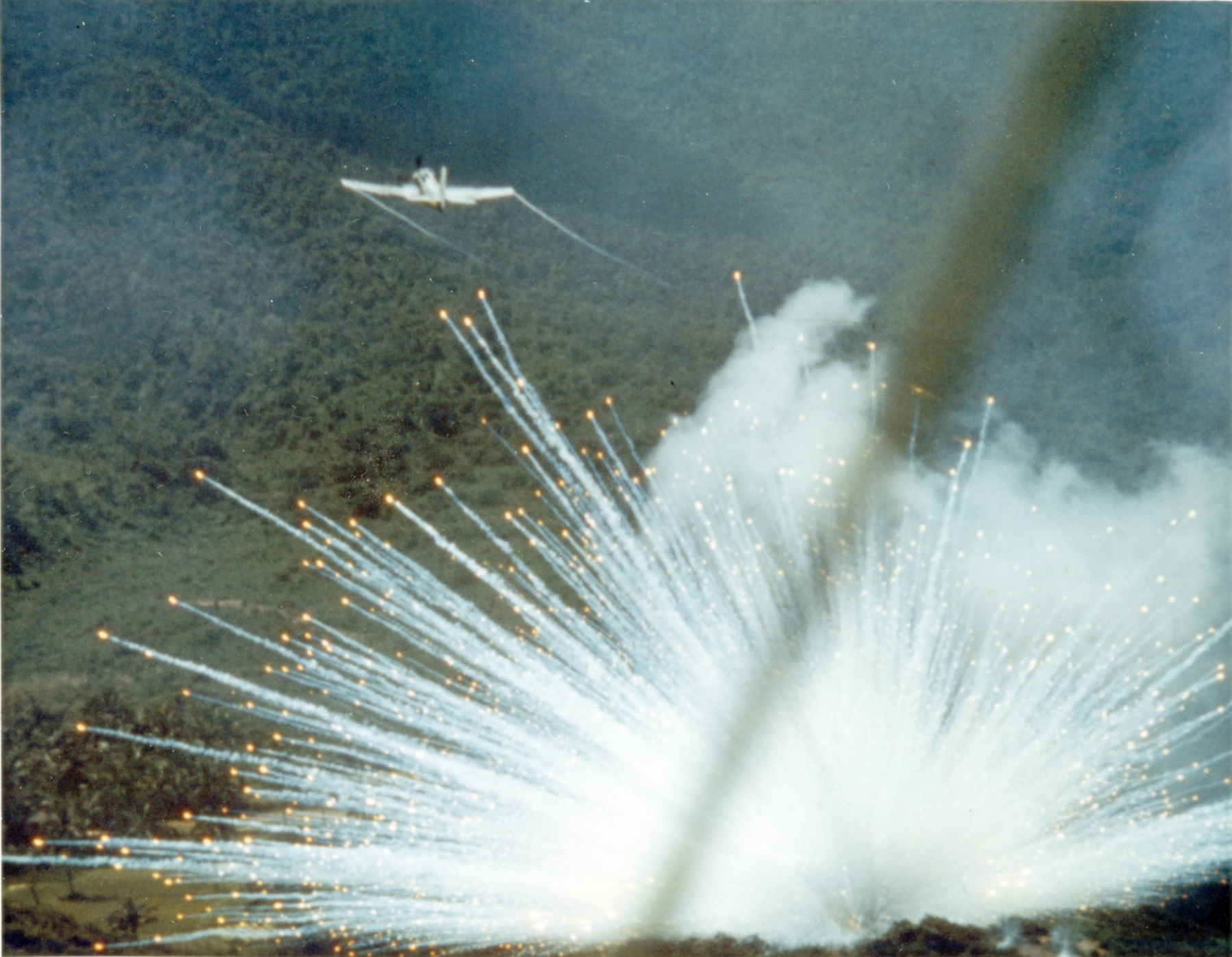
داگلاس ای-۱ اسکایریدر نیروی هوایی ایالات متحده آمریکا در حال پرتاب 100 lb بمب فسفر سفید ام۴۷ در مواضع ویت‌کنگ‌ها در ویتنام جنوبی در سال ۱۹۶۶

مهمات فسفر سفید، انواعی از مهمات هستند که از یکی از آلوتروپ‌های رایج عنصر شیمیایی فسفر استفاده می‌کنند. فسفر سفید در ایجاد دود، روشنایی و مهمات آتش‌زا استفاده می‌شود و معمولاً عنصر سوزاننده در مهمات ردیاب است. نام‌های رایج دیگر مهمات فسفر سفید عبارت‌ هستند از WP و اصطلاحات عامیانه Willie Pete و Willie Peter که از نام ویلیام پیتر مشتق شده‌اند. فسفر سفید پیروفوریک است یعنی در اثر تماس با هوا مشتعل می‌شود و به‌شدت می‌سوزد و می‌تواند پارچه، سوخت، مهمات و سایر مواد قابل احتراق را شعله‌ور کند.
علاوه بر قابلیت‌های تهاجمی، فسفر سفید یک عامل تولید دود بسیار کارآمد است که با هوا واکنش می‌دهد و بلافاصله پوششی از بخار فسفر پنتااکسید تولید می‌کند. مهمات فسفر سفید تولیدکنندهٔ دود، بسیار رایج هستند. به‌ویژه به‌ عنوان نارنجک‌های دودزا برای پیاده‌نظام که در نارنجک‌ انداز‌های دفاعی بر روی تانک‌ها، سایر خودروهای زرهی و در تخصیص مهمات برای توپخانه و خمپاره، بارگذاری می‌شوند. فسفر سفید همچنین می‌تواند با ایجاد پرده‌ای از دود، حرکت، موقعیت، نشانه‌های فروسرخ و موقعیت تیراندازی نیروهای دوست را پنهان کند.

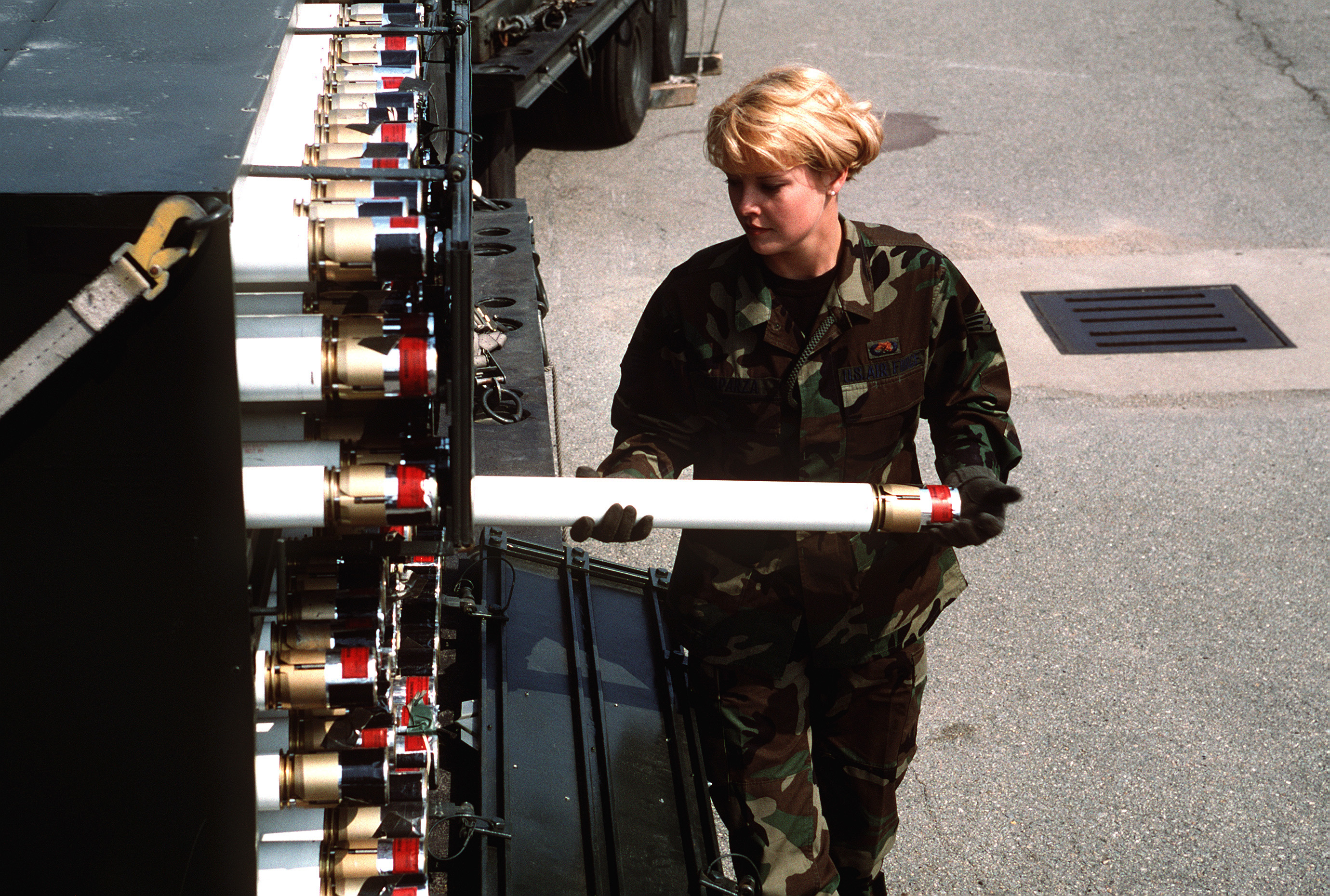
یک افسر ارشد نیروی هوایی ایالات متحده آمریکا در حال بررسی راکت‌های نشانگر فسفر سفید در پایگاه هوایی اوسان، کره جنوبی در سال ۱۹۹۶

## اثرات
مهمات فسفر سفید علاوه بر صدمات مستقیم ناشی از قطعات بدنهٔ آن‌ها می‌تواند به دو روش اصلی سوختگی و استنشاق بخار صدمات ایجاد کند.

### سوختگی

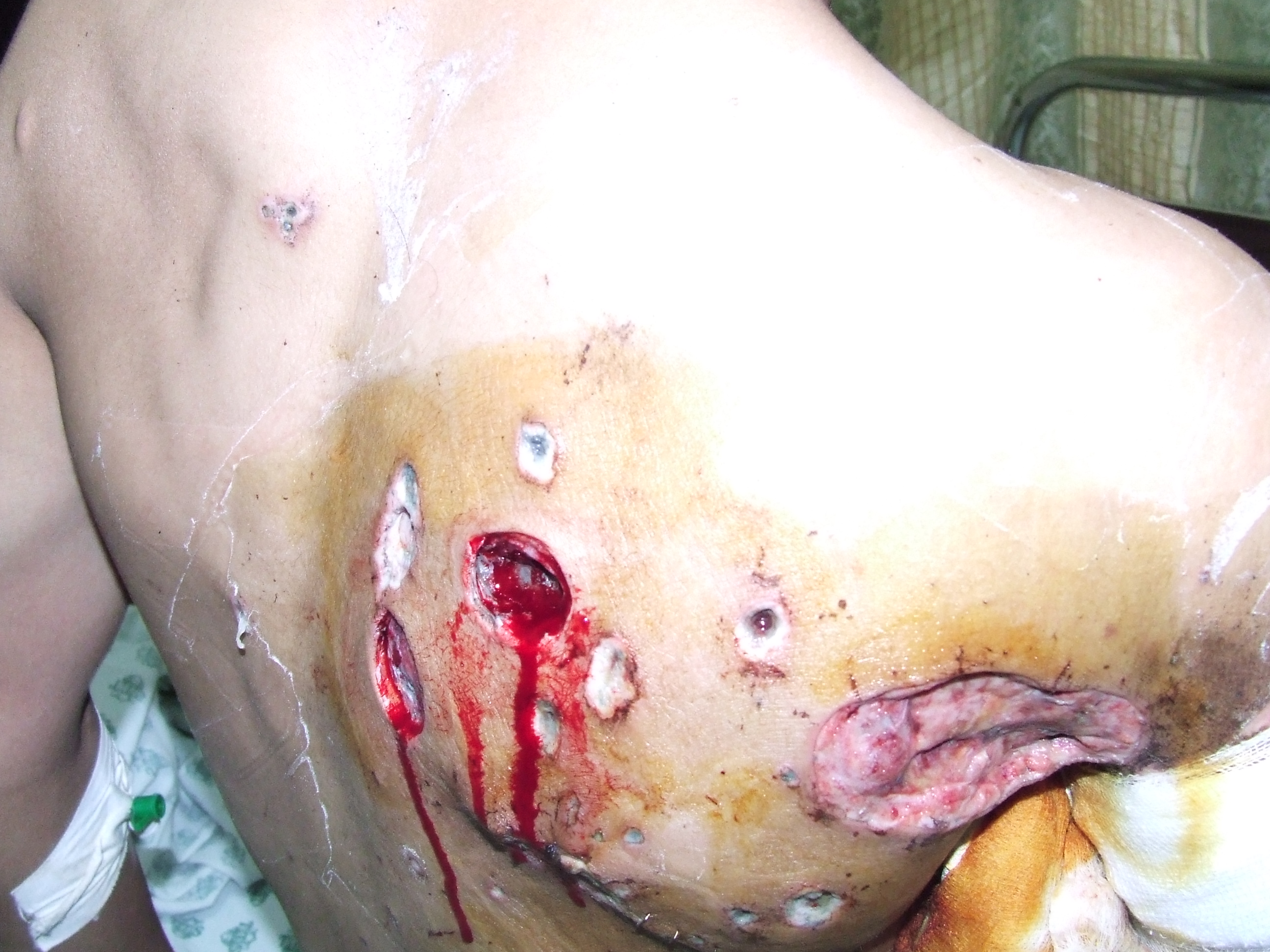
جوان اهل غزه تحت درمان در بیمارستان به‌دلیل جراحات ناشی از فسفر سفید

در کاربرد به‌ عنوان مهمات، فسفر سفید با شعله‌های 1000 تا 1800 درجه سانتی‌گراد به‌ راحتی می‌سوزد. ذرات فروزنده حاصل از سلاح‌هایی که از فسفر سفید پودری به‌ عنوان پرکننده استفاده می‌کنند، باعث سوختگی‌های جزئی و کامل می‌شوند، مانند هر تلاشی برای کنترل مهمات فرعی سوزان بدون تجهیزات حفاظتی. سوختگی فسفر به‌  دلیل جذب فسفر به بدن از طریق ناحیهٔ سوخته با تماس طولانی‌ مدت، خطر مرگ را افزایش می‌دهد و می‌تواند منجر به آسیب کبد، قلب، کلیه و در برخی موارد نارسایی چند عضوی شود.

### استنشاق دود
سوزاندن فسفر سفید، دود داغ، متراکم و سفیدی تولید می‌کند که عمدتاً از فسفر پنتااکسید به شکل هواپخش تشکیل شده‌ است. این دود در غلظت‌های پایین معمولاً بی‌ضرر است. اما در غلظت‌های بالا دود می‌تواند باعث تحریک موقت چشم‌ها، غشای مخاطی بینی و دستگاه تنفسی شود. دود در فضاهای بسته خطرناک‌تر است که می‌تواند باعث خفگی و آسیب دائمی تنفسی شود. هیچ مورد مستندی از تلفات ناشی از استنشاق دود به تنهایی در شرایط جنگی وجود ندارد.

## قوانین بین‌المللی
در حالی که به‌طور کلی فسفر سفید یک مادهٔ شیمیایی صنعتی است که در معرض محدودیت نیست، استفاده‌های خاصی در جنگ‌افزارها به ویژه موارد مربوط به وسایل آتش‌زا توسط قوانین عمومی بین‌المللی ممنوع یا محدود شده‌ است.